# Connomyia argyropodos
Connomyia argyropodos là một loài ruồi trong họ Asilidae. Connomyia argyropodos được Londt miêu tả năm 1993. Loài này phân bố ở vùng nhiệt đới châu Phi.